# Параґнейс

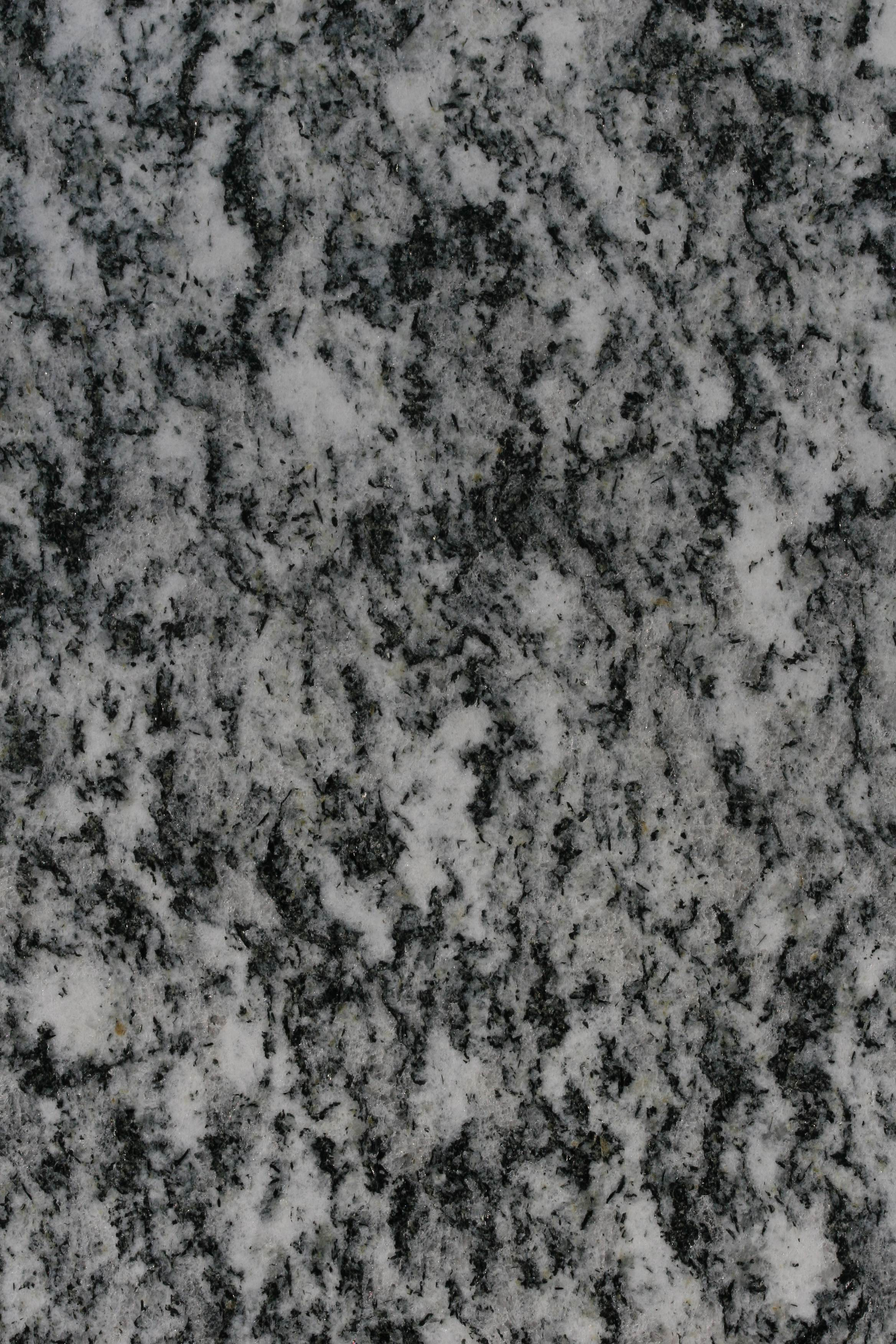
Парагнейс.

Параґнейс, парагнейс (рос. парагнейс, англ. paragneiss, нім. Paragneis m) — гірська порода, різновид ґнейсу, що утворилася при глибокому метаморфізмі осадових гірських порід.
Протиставляється ортоґнейсу, який виник з магматичних гірських порід. (Rosenbuch, 1891).